# Народна партия (Източна Румелия)
Вижте пояснителната страница за други значения на Народна партия.
Народната партия (или Съединистка партия) е политическа партия в Източна Румелия, съществувала от 1879 г. до около 1886-1887 г.
Неин основен опонент е Либералната (казионна) партия. С Народната партия са свързани вестниците „Марица“, „Народний глас“ и „Съединение“.
Народната партия, която е на власт в Източна Румелия от есента на 1884 до септември 1885 година, се отказва от позицията си за бързо присъединяване към Княжество България, която застъпва в предходната предизборна кампания, поради което получава прозвището „лъжесъединистка“. След Съединението на България през 1885 година партията губи влиянието си. 
През юни 1894 г. партията е възстановена и от октомври 1894 става основен елемент на оглавената от  Константин Стоилов Народна партия.

## Участия в избори

### Парламентарни
| година | избори           | гласове | % | резултат |
| ------ | ---------------- | ------- | - | -------- |
| 1894   | Народно събрание | –       | – | 27 / 167 |

## Видни дейци
- Иван Вазов (1850-1921)
- Константин Величков (1855-1907)
- Иван Евстратиев Гешов (1849-1924)
- Иван Стефанов Гешов (1854-1932)
- Михаил Маджаров (1854-1944)
- Стефан Савов Бобчев (1853-1940)
- Георги Хаканов (1851-1898)
- Данаил Юруков (1852-1926)